# Oleg Saljukov
Oleg Leonidovič Saljukov (rusky Олег Леонидович Салюков; * 21. května 1955, Saratov) je ruský vojevůdce a vrchní velitel ruské armády, od roku 2014 armádní generál.

## Život
Saljukov je synem generálmajora Leonida Ivanoviče Saljukova (1920–2006). V roce 1977 absolvoval Vyšší tankovou velitelskou školu a v roce 1985 Vojenskou akademii tankových vojsk v Moskvě. V roce 1996 absolvoval Vojenskou akademii Generálního štábu ozbrojených sil Ruské federace v Moskvě.
Od roku 1973 působil jako velitel roty, náčelník štábu a velitel praporu v Kyjevském vojenském okruhu a v letech 1977–1982 jako velitel pluku v Moskevském vojenském okruhu. V letech 1997–2000 byl velitelem motostřeleckých divizí, poté do roku 2003 velitelem armády na Dálném východě. V roce 2003 se stal zástupcem velitele, v roce 2005 náčelníkem generálního štábu a v roce 2014 vrchním velitelem Armády Ozbrojených sil Ruska, kde nahradil generálplukovníka Vladimira Valentinoviče Čirkina a generálplukovníka Sergeje Istrakova.
Saljukov prošel všemi důstojnickými hodnostmi, v roce 2006 se stal generálplukovníkem a v roce 2019 armádním generálem.
Dne 23. února 2022 byl za účast na ruské invazi na Ukrajinu zahrnut do sankčního seznamu EU.